# Вайнер Леонід Якович
Леонід Якович Вайнер (17 березня 1897 — 26 листопада 1937) — радянський військовий діяч, комкор, військовий радник при головнокомандувачі Монгольської Народної Республіки.

## Біографія
Леонід Якович Вайнер народився в Горлівці в сім'ї кравця при руднику № 5 в 1897 році.
Працював коногоном на шахті № 5. У 1915 році під час страйку було заарештовано та достроково призваний до армії. У 1917 році закінчив службу в старій армії молодшим Унтерофіцером. Учасник першої світової війни.
У листопаді 1917 року сформував червоногвардійський кавалерійський загін. У роки Громадянської війни — командир партизанського червоногвардійського загону, командир Луганського кавалерійського полку комуністичної бригади 10-ї армії, Камишанської стрілецької бригади, 1-ї Донецької особливої бригади, Особливої кавалерійської бригади 1-ї кінної армії,132-ї пластунської бригади, 60-ї стрілецької бригади. Учасник боротьби проти військ Польщі на території України у 1920 році.
За успішне проведення боїв у 1919 та 1920 роках двічі нагороджений орденом Червоного Прапора(1921, 1923).
Після громадянської війни закінчив Військово-академічні курси вищого комскладу РСЧА(1923). З серпня 1923 по жовтень 1924 перебував у розпорядженні Головного управління РСЧА. З жовтня 1924 по квітень 1927 року начальник і військом Північно-Кавказької кавалерійської школи гірських національностей у Краснодарі.
З травня 1927-командир і військом 9-ї Кримської кавалерійської дивізії, з жовтня 1929-6-ї Чонгарської кавалерійської дивізії, з серпня 1933- 3-го кавалерійського корпусу. У 1935 році відкликаний у розпорядження Розвідуправління Штабу РККА.
У травні 1935 року направлений в урядове відрядження до Монгольської Народної Республіки на посаду Головного військового радника при військовому міністерстві МНР. У 1936 році нагороджений монгольським орденом «Полярна Зірка» за розгром японців при озері Буйр-Нуур .
Заарештований 15 серпня 1937 р. Засуджений 26 листопада 1937 р. до ВМН за звинуваченням у участі у військовій змові. Реабілітований посмертно 14 травня 1955 р.

### Сім'я
Брат-Марк Якович Вайнер, також працював на п'ятому руднику, у 1917 році обраний членом виконкому Ради робітничих депутатів у Горлівсько — Щербинівському районі. З жовтня 1917 року по березень 1918 року був військовим комендантом станції Микитівка.

## Нагороди
- Орден Леніна(27.01.1937)[3]
- 2 ордена Червоного Прапора(10.02.1921, 4.08.1923)[4]
- Орден Червоної Зірки(27.05.1934)
- орден Полярної Зірки (Монголія, 1936)